# Tamás Bódog
Tamás Bódog (ur. 27 września 1970 w Dunaújváros) – węgierski piłkarz występujący na pozycji obrońcy. Trener piłkarski.

## Kariera klubowa
Bódog karierę rozpoczynał w 1988 roku w pierwszoligowym zespole Pécsi Munkás. W sezonie 1989/1990 zdobył z nim Puchar Węgier. Graczem Pécsi Munkás był przez 6 sezonów. W 1994 roku przeszedł do niemieckiego SSV Ulm 1846, grającego w Regionallidze. W sezonie 1997/1998 wywalczył z nim awans do 2. Bundesligi, a w następnym sezonie do Bundesligi. Zadebiutował w niej 15 sierpnia 1999 w zremisowanym 1:1 meczu z SC Freiburg, a 12 grudnia 1999 w wygranym 3:1 pojedynku z 1. FC Kaiserslautern strzelił pierwszego gola w Bundeslidze. W sezonie 1999/2000 wraz z zespołem zajął w tych rozgrywkach 16. miejsce i spadł z nim do 2. Bundesligi. Wówczas odszedł do klubu SpVgg Au/Iller z Oberligi, którego zawodnikiem był przez 2 miesiące.
We wrześniu 2000 Bódog przeszedł do 1. FSV Mainz 05 z 2. Bundesligi. W sezonie 2003/2004 wraz z zespołem awansował do Bundesligi. W 2006 roku zakończył grę w pierwszej drużynie Mainz i odszedł do jego rezerw, gdzie w 2008 roku zakończył karierę.
W Bundeslidze rozegrał 36 spotkań i zdobył 3 bramki.

## Kariera reprezentacyjna
W reprezentacji Węgier Bódog zadebiutował 23 lutego 2000 w przegranym 0:3 towarzyskim meczu z Australią. W latach 2000–2003 w drużynie narodowej rozegrał 5 spotkań.